# 蔡國用
蔡國用（1579年—1640年），字正甫，號靜原，江西金溪人，明朝政治人物，同進士出身。

## 生平
蔡國用為萬曆三十七年（1609年）己酉科江西鄉試第八十八名舉人，萬曆三十八年（1610年）庚戌科進士。由中書舍人擢御史。天启五年（1625年）八月復除福建道御史，陳時政六事，詆葉向高、趙南星，而薦亓詩教、趙興邦、邵輔忠、姚宗文等七人，魏忠賢喜，矯旨褒納。但不久即因事得罪魏忠賢，被罷官。
崇禎元年（1628年）後為工部右侍郎。督修都城時，需石甚急，因建議取牙石用之，而受大用。
崇禎十一年（1638年）六月，朝廷要推舉閣臣，蔡國用人望輕，並沒有獲得推薦，而由崇禎帝特旨任禮部尚書，入閣辦事。後累加少保，改吏部尚書、武英殿大學士。崇禎十三年（1640年）六月卒於官，贈太保，諡文恪。

## 家族
曾祖蔡衍。祖父蔡錦。父蔡際春，號後岡。母吳氏。具慶下。弟國藩、國珍、國翰、國琦。娶鄒氏。

## 評價
《明史》稱蔡國用居位清廉謹慎，但與同列張四知皆庸才，碌碌無所見。
陳盟雪《崇禎內閣行略》評價曰：「國用醕謹之士，無他才能，遭値際遇，遂至破格，亦適逢其會。」